# なかよしケンちゃん
『なかよしケンちゃん』は、1981年3月5日から1982年2月25日までTBS系列の木曜19:30 - 20:00（JST）に放送された児童向けドラマである。全51回。

## 概要
『ケンちゃんシリーズ』第13作。
本作はスパゲティ屋「おかの」が舞台。また4代目ケンジ役に宮沢公二が登場する。
本作でのケンイチは中学1年生との設定である。演じる岡浩也が放送途中で声変わりしてきたため、本作をもって1974年の『ケンにいちゃん』以来出演していた本シリーズから降板。次作にして最終作『チャコとケンちゃん（第2作）』では妹のチャコが主人公となる。

## 出演者
- ケンイチ：岡浩也
- チャコ：久米敬子
- ケンジ：宮沢公二
- お父さん：高津住男
- お母さん：岸久美子
- 坂上亜樹
- デンさん：大谷淳
- ゴン：都井健治
- スゲエさん：見城貴信
- モノマネさん：永田三奈
- ノンコ：かわいのどか
- サヤカ：岡幸恵
- ヒトミ：瀬戸薫
- ハルオ：東部貴臣
- マキ：小林真希
- トオル：小見浩昭
- ミホ：大年順子
- ミホのママ：木村有里
- アキラ：後藤大
- 修：倉増貴志
- カイセツ：伊東久哉
- 結城かつら：伊藤つかさ
- ガンバリ先生：倉石功
- あかね先生：早瀬久美
- お巡りさん：坂本新兵
- 田口：川島一平
- 夢見（漫画家）：二瓶正也

ほか

## スタッフ
- プロデューサー：杉山茂樹、鎌倉悦男、忠隈昌（TBS）
- 脚本：多地映一、三宅直子、富田義朗 他
- 音楽：牧野由多可
- 撮影：秋元茂
- 照明：加藤角三
- 録音：沼田春雄
- 整音：渋谷明憲
- 美術：儘田敏雄
- 編集：池月正
- 選曲：境野富夫
- 助監督：白石真一 他
- 制作主任：力武敏彦
- 現像：TBS映画社
- 制作担当：戸井公平、西島孝恒
- 演出：柴田吉太郎、曽根義隆 他
- 制作：TBS、国際放映

## 主題歌
「なかよしハロー」
- 作詞：水上貴子／作編曲：川口真／歌：堀江美都子（日本コロムビア）
- 歌のタイトルに番組名が入っていないのは、シリーズ初。
  - 『チャコちゃんシリーズ』から数えると、『チャコとケンちゃん（第1作）』の「小さな姉弟」以来13年振り。
- 歌手が主演者でないのは、『ケンにいちゃん』の天地総子以来。そして人気アニメ歌手・堀江美都子が歌うのは唯一。

## サブタイトル
1. 1981年3月5日 「さァ! スパゲッティをどうぞ!!」
2. 1981年3月12日 「ボクうそつかないもン」
3. 1981年3月19日 「引っ越し大作戦!!」
4. 1981年3月26日 「なかよし新聞第1号!!」
5. 1981年4月2日 「赤い靴はいていた」
6. 1981年4月9日 「新学期の贈りもの」
7. 1981年4月16日 「自分でおもちゃを作ってみたら?」
8. 1981年4月23日 「友達のお母さんが病気の時には･･･」
9. 1981年4月30日 「サッカーチームのコーチは誰に?」
10. 1981年5月7日 「班長を決める方法」
11. 1981年5月14日 「忙しかった母の日」
12. 1981年5月21日 「空飛ぶ不思議なカバン」
13. 1981年5月28日 「なぜいたずらするの?」
14. 1981年6月4日 「チビッ子大冒険!!」
15. 1981年6月11日 「あの子と交換日記を･･･」
16. 1981年6月18日 「ワーおにいちゃんはスーパーマンだゾ!!」
17. 1981年6月25日 「迷子になったらどうしよう?」 - ゲスト：下川辰平
18. 1981年7月2日 「小さなガールフレンドのために･･･」
19. 1981年7月9日 「ある日突然! 大変だ!!」
20. 1981年7月16日 「仲間になった車いすの少女」 - ゲスト：梶三和子
21. 1981年7月23日 「帰って来た友達」
22. 1981年7月30日 「プールと海と地引き網」
23. 1981年8月6日 「SFだよ! エイリアン大戦争!!」
24. 1981年8月13日 「愛馬と少年」
25. 1981年8月20日 「山と川のガンバリ・ハイキング」
26. 1981年8月27日 「不思議な小石の秘密?」
27. 1981年9月3日 「2匹のワンちゃん物語」
28. 1981年9月10日 「流れて来た謎の手紙?」
29. 1981年9月17日 「しずかに! 静かに! 大作戦!!」
30. 1981年9月24日 「思い出の夏の夢」
31. 1981年10月1日 「おじさんはダーレ?」 - ゲスト：坂上二郎
32. 1981年10月8日 「おねえさん大好き」
33. 1981年10月15日 「安寿と厨子王ものがたり」
34. 1981年10月22日 「チビッ子大変身!!」
35. 1981年10月29日 「ナゾナゾおじさん」 - ゲスト：殿山泰司
36. 1981年11月5日 「宇宙時代のかぐや姫?」
37. 1981年11月12日 「ケンカから固い友情が･･･」
38. 1981年11月19日 「演芸会の優勝は誰に?」
39. 1981年11月26日 「モノマネで大騒ぎ」
40. 1981年12月3日 「ヒゲと花嫁さん?」
41. 1981年12月10日 「行っちゃったガールフレンド」
42. 1981年12月17日 「ふたりともおにいちゃんサ!!」
43. 1981年12月24日 「クリスマスのプレゼントは?」
44. 1982年1月7日 「よい子・悪い子・やさしい子?」
45. 1982年1月14日 「風の中の兄と妹」 - ゲスト：宮脇康之、佐久間まゆみ
46. 1982年1月21日 「コワレたおもちゃ大集合!!」 - ゲスト：佐藤英夫
47. 1982年1月28日 「あばれっ子戦争!!」
48. 1982年2月4日 「ガンバリ先生の秘密?」
49. 1982年2月11日 「ボクが大人になったら」
50. 1982年2月18日 「1+1=5 えっ? ウソー!!」
51. 1982年2月25日 「春に向かって出発だ!!」

- 1981年12月31日は『第23回日本レコード大賞』のため休止。

## 放送局
- TBS：木曜 19:30 - 20:00
- 北海道放送：木曜 19:30 - 20:00[1]
- 岩手放送：木曜 19:30 - 20:00[2]
- 山形放送：土曜 17:00 - 17:30[3]
- 東北放送：木曜 19:30 - 20:00[4]
- 福島テレビ：木曜 19:30 - 20:00[4]
- 新潟放送：木曜 19:30 - 20:00[4]